# Sainte-Jamme-sur-Sarthe
Sainte-Jamme-sur-Sarthe és un municipi francès situat al departament del Sarthe i a la regió de País del Loira. L'any 2007 tenia 2.019 habitants.

## Demografia

### Població
El 2007 la població de fet de Sainte-Jamme-sur-Sarthe era de 2.019 persones. Hi havia 766 famílies de les quals 184 eren unipersonals (57 homes vivint sols i 127 dones vivint soles), 262 parelles sense fills, 287 parelles amb fills i 33 famílies monoparentals amb fills.
La població ha evolucionat segons el següent gràfic:
Habitants censats

### Habitatges
El 2007 hi havia 843 habitatges, 787 eren l'habitatge principal de la família, 14 eren segones residències i 41 estaven desocupats. 791 eren cases i 47 eren apartaments. Dels 787 habitatges principals, 577 estaven ocupats pels seus propietaris, 203 estaven llogats i ocupats pels llogaters i 7 estaven cedits a títol gratuït; 3 tenien una cambra, 46 en tenien dues, 111 en tenien tres, 262 en tenien quatre i 366 en tenien cinc o més. 612 habitatges disposaven pel capbaix d'una plaça de pàrquing. A 329 habitatges hi havia un automòbil i a 342 n'hi havia dos o més.

### Piràmide de població
La piràmide de població per edats i sexe el 2009 era:
| Homes | Edats   | Dones |
| ----- | ------- | ----- |
| 0     | 95 o +  | 20    |
| 0     | 90 a 94 | 20    |
| 4     | 85 a 89 | 24    |
| 8     | 80 a 84 | 20    |
| 48    | 75 a 79 | 40    |
| 40    | 70 a 74 | 32    |
| 44    | 65 a 69 | 80    |
| 48    | 60 a 64 | 48    |
| 36    | 55 a 59 | 44    |
| 64    | 50 a 54 | 52    |
| 36    | 45 a 49 | 48    |
| 52    | 40 a 44 | 28    |
| 76    | 35 a 39 | 52    |
| 80    | 30 a 34 | 80    |
| 20    | 25 a 29 | 48    |
| 44    | 20 a 24 | 44    |
| 36    | 15 a 19 | 44    |
| 28    | 10 a 14 | 48    |
| 72    | 5 a 9   | 44    |
| 48    | 0 a 4   | 72    |

## Economia
El 2007 la població en edat de treballar era de 1.182 persones, 920 eren actives i 262 eren inactives. De les 920 persones actives 849 estaven ocupades (460 homes i 389 dones) i 72 estaven aturades (30 homes i 42 dones). De les 262 persones inactives 102 estaven jubilades, 85 estaven estudiant i 75 estaven classificades com a «altres inactius».

### Ingressos
El 2009 a Sainte-Jamme-sur-Sarthe hi havia 818 unitats fiscals que integraven 2.089 persones, la mediana anual d'ingressos fiscals per persona era de 17.252 €.

### Activitats econòmiques
Dels 72 establiments que hi havia el 2007, 2 eren d'empreses extractives, 2 d'empreses alimentàries, 1 d'una empresa de fabricació d'altres productes industrials, 11 d'empreses de construcció, 21 d'empreses de comerç i reparació d'automòbils, 7 d'empreses de transport, 3 d'empreses d'hostatgeria i restauració, 3 d'empreses financeres, 2 d'empreses immobiliàries, 2 d'empreses de serveis, 11 d'entitats de l'administració pública i 7 d'empreses classificades com a «altres activitats de serveis».
Dels 29 establiments de servei als particulars que hi havia el 2009, 1 era una oficina de correu, 2 oficines bancàries, 1 funerària, 3 tallers de reparació d'automòbils i de material agrícola, 1 taller d'inspecció tècnica de vehicles, 3 autoescoles, 6 guixaires pintors, 4 fusteries, 2 lampisteries, 3 perruqueries, 2 restaurants i 1 saló de bellesa.
Dels 12 establiments comercials que hi havia el 2009, 1 era un hipermercat, 1 una gran superfície de material de bricolatge, 1 una botiga de menys de 120 m², 2 fleques, 2 carnisseries, 1 una llibreria, 1 una botiga de roba, 1 una botiga de material esportiu, 1 una joieria i 1 una floristeria.
L'any 2000 a Sainte-Jamme-sur-Sarthe hi havia 14 explotacions agrícoles que ocupaven un total de 342 hectàrees.

## Equipaments sanitaris i escolars
El 2009 hi havia 1 farmàcia i 1 ambulància.
El 2009 hi havia 1 escola maternal i 1 escola elemental. Sainte-Jamme-sur-Sarthe disposava d'un col·legi d'educació secundària amb 508 alumnes.

## Poblacions més properes
El següent diagrama mostra les poblacions més properes.